# دوک‌نشین استونی (۱۳۴۶-۱۲۱۹)
دوک‌نشین استونی (دانمارکی: Hertugdømmet Estland لاتین: Ducatus Estoniae), که همچنین استونی دانمارک نیز شناخته می‌شود حکومت و سلطه مستقیم پادشاهی دانمارک از سال ۱۲۱۹ تا ۱۳۴۶ میلادی بر کشور استونی فعلی است. این دوک‌نشین در سال ۱۳۴۶ به شوالیه‌های تتونیک فروخته و جزئی از دولت شوالیه‌های تتونیک شد.
دانمارک به عنوان یک قدرت نظامی و تجاری بزرگ در قرن دوازدهم مطرح شد. این کشور به دنبال پایان دادن به حملات مکرر استونیایی‌ها بود که تجارت در منطقه بالتیک را تهدید میکرند. ناوگان دانمارک در سال‌های ۱۱۷۰، ۱۱۹۴ و ۱۱۹۷ به استونی حمله کردند. در سال ۱۲۰۶، پادشاه والدمار دوم دانمارک و اسقف آندرس سونسن یورش به جزیره اوسل (سارما) را رهبری کردند. پادشاهان دانمارک ادعای حاکمیت بر استونی را داشتند، و این توسط پاپ به رسمیت شناخته شده بود. در سال ۱۲۱۹ ناوگان دانمارکی وارد بندر اصلی استونی شد و استونیایی‌ها را در نبرد لیندانیسه شکست دادند و شمال استونی را تحت حاکمیت خود قرار داد تا اینکه قیام استونیایی‌ها در ۱۳۴۳ آغاز شد. در سال ۱۳۴۶ این سرزمین‌ها توسط دانمارک به دولت شوالیه‌های تتونیک فروخته شد.